# Paris Berelc
Paris Berelc (Milwaukee, 29 december 1998) is een Amerikaans actrice.

## Biografie
Berelc werd geboren in Milwaukee, Wisconsin, en is van half Filippijnse afkomst.

## Filmografie

### Films
- Invisible Sister (2015) – Molly Eastman
- #SquadGoals (2018) – Brittany Gomez
- Confessional (2019) – June
- Tall Girl (2019) – Liz
- Hubie Halloween (2020) – Megan McNally
- 1Up (2022) – Vivian[2]
- Do Revenge (2022) – Meghan Perez[3]

### Televisie
- Mighty Med (2013–2015) – Skylar Storm[4]
- Just Kidding (2014) – Zichzelf
- Lab Rats: Elite Force (2016) – Skylar Storm
- WTH: Welcome to Howler (2016) – Sofia
- Alexa & Katie (2018–2020) – Alexa[5][6]
- Sugar Rush (2018) – Zichzelf
- Group Chat (2020) – Zichzelf
- The Crew (2021) – Jessie De La Cruz
- Robot Chicken (2021) – Black Widow / Monopoly Daughter